# Kašava
Kašava (en allemand : Kaschawa) est une commune du district et de la région de Zlín, en République tchèque. Sa population s'élevait à 937 habitants en 2020.

## Géographie
Kašava se trouve à 12 km au nord-est de Zlín, à 87 km à l'est-nord-est de Brno et à 257 km au sud-est de Prague.
La commune est limitée par Držková au nord, par Podkopná Lhota à l'est, par Trnava et Hrobice au sud, par Ostrata au sud-ouest et par Zlín et Vlčková à l'ouest.

## Histoire
La première mention écrite du village date de 1440.

## Transports
Par la route, Kašava trouve à 9 km de Fryšták, à 15 km de Zlín, à 101 km de Brno et à 307 km de Prague.